# Locri
Locri – miejscowość i gmina we Włoszech, w regionie Kalabria, w prowincji Reggio Calabria.
Według danych na rok 2004 gminę zamieszkiwało 13 069 osób, 522,8 os./km².

## Historia
Założone ok. 700-680 p.n.e. przez kolonistów doryckich z Lokrydy w środkowej Grecji. Dla odróżnienia od miast w Lokrydzie nosiło nazwę Lokroi Epizephyrioi, Lokry Epizefyryjskie (czyli Zachodnie, albo Lokry Italskie). W starożytności znane nie tylko z pobliskiego sanktuarium Persefony, lecz przede wszystkim z czterech poetek: Teano (V w. p.n.e.), Nossis (IV/III w. p.n.e.), Alkinoe (III w. p.n.e.) i Melinno (I w. p.n.e.). Według niektórych pochodziła stamtąd również erudyczka Teano, małżonka Pitagorasa. 
Po wyparciu z tego terenu rdzennych mieszkańców – Sykulów, osadnicy greccy ustanowili sprawne rządy oligarchiczne (tzw. stu rodzin). W Lokrach powstał pierwszy w świecie greckim spisany kodeks praw, który przypisywano mężowi stanu Zaleukosowi (ok. 662 p.n.e.).
Rozrastająca się społeczność, chroniona murami długości ponad 6 km, toczyła walki z sąsiednimi ludami italskimi oraz z Krotoną i Region – pobliskimi miastami, zamieszkanymi przez niedoryckich Greków. Według miejscowego podania Lokryjczycy wspomagani przez boskie bliźnięta Kastora i Polideukesa, odnieśli ok. 500 p.n.e. zwycięstwo nad wojskami Krotony w bitwie nad rzeką Sagras. Do ich sojuszników należały potężne wówczas Syrakuzy. Około 387 p.n.e. Lokry wspomogły tyrana Syrakuz Dionizjosa I w zniszczeniu Region. Tamtejszy port był ostatnią przystanią dla okrętów w drodze z Grecji na Sycylię.
Podczas ekspansji Rzymu na Półwyspie Apenińskim osłabione wojnami miasto uległo Rzymianom w 205 p.n.e. Pod ich panowaniem zachowało istotne znaczenie.